# Pleurobema sintoxia
Pleurobema sintoxia är en musselart som först beskrevs av Rafinesque 1820.  Pleurobema sintoxia ingår i släktet Pleurobema och familjen målarmusslor. IUCN kategoriserar arten globalt som livskraftig. Inga underarter finns listade i Catalogue of Life.